# Among the Living (filme)
Among the Living é um filme criminal e suspense dirigido por Stuart Heisler, estrelado por Albert Dekker, Susan Hayward e Frances Farmer.

## Elenco
- Albert Dekker ... John Raden / Paul Raden
- Susan Hayward ... Millie Pickens
- Harry Carey ... Dr. Ben Saunders
- Frances Farmer ... Elaine Raden
- Gordon Jones ... Bill Oakley
- Jean Phillips ... Peggy Nolan
- Ernest Whitman ... Bill Oakley
- Maude Eburne ... Mrs. Pickens
- Frank M. Thomas ... Xerife
- Harlan Briggs
- Archie Twitchell
- Dorothy Sebastian
- William Stack